# Bellac
 Bellac  (en occitano Belac) es una localidad y comuna de Francia, en la región de Lemosín, departamento de Alto Vienne. Es la subprefectura del distrito y la cabecera del cantón de Bellac. Está integrada en la Communauté de communes du Haut Limousin, de la que es la mayor población.

## Demografía
| 4783 | 5240 | 5360 | 5079 | 4924 | 4576 | 4372 |
| Para los censos de 1962 a 1999 la población legal corresponde a la población sin duplicidades (Fuente: INSEE [Consultar]) |      |      |      |      |      |      |